# Лимфатическая система

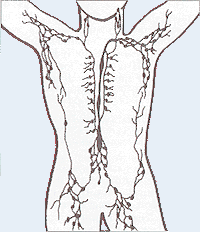
Лимфатическая система человека

Лимфати́ческая систе́ма (лат. systema lymphaticum) — часть сосудистой системы у позвоночных животных, дополняющая сердечно-сосудистую систему. Она играет важную роль в обмене веществ и очищении клеток и тканей организма. В отличие от кровеносной системы, лимфатическая система млекопитающих незамкнутая и не имеет центрального насоса. Лимфа, циркулирующая в ней, движется медленно и под небольшим давлением.

## Состав
В состав лимфатической системы входят:
- Пути транспорта лимфы:
  - лимфатические капилляры;
  - лимфатические сосуды;
  - лимфатические стволы и протоки.
- Лимфоидные органы, которые являются частью органов иммунной системы. К числу последних относятся[2]:
  - центральные органы иммунной системы: тимус (вилочковая железа) и красный костный мозг;
  - периферические органы и системы: лимфатические узлы; печень, селезёнка, миндалины, лимфатические фолликулы, пейеровы бляшки.

## Функция
Основная роль лимфатической системы — транспорт клеток иммунной системы в ходе активации иммунитета, липидов в форме липопротеинов, а также ввод в системную циркуляцию различных объектов (малых и больших молекул, жидкостей, инфекционных агентов и др.), упакованных в средства доставки — экзосомы и везикулы.
Доставка липофильных лекарств через лимфатическую систему приводит к повышению их биодоступности. Одним из способов направления лекарств в лимфатическую систему является введение в их молекулы липидных фрагментов.

## Лимфообразование
В результате фильтрации плазмы в кровеносных капиллярах жидкость выходит в межклеточное (интерстициальное) пространство, где вода и электролиты частично связываются с коллоидными и волокнистыми структурами, а частично образуют водную фазу. Так образуется тканевая жидкость, часть которой реабсорбируется обратно в кровь, а часть — поступает в лимфатические капилляры, образуя лимфу. Таким образом, лимфа является пространством внутренней среды организма, образуемым из межклеточной жидкости. Образование и отток лимфы из межклеточного пространства подчинены силам гидростатического и онкотического давления и происходят ритмически как снизу вверх, так и сверху вниз в направление верхней полой вены.
Процесс прохождения лимфы от органов до венозной крови через лимфоузлы называется лимфодренажем (англ. lymphatic drainage — «отток лимфы», от drainage — осушение, отток).